# Ctenomys rondoni
Ctenomys rondoni – endemiczny gatunek gryzonia z rodziny tukotukowatych (Ctenomyidae). Występuje w rejonie Vilhena w brazylijskim stanie Rondônia i w okolicy Juruena w stanie Mato Grosso.

## Kariotyp
Garnitur chromosomowy tego zwierzęcia tworzy 18 par (2n=36) chromosomów (FN=64).

## Budowa ciała
Ctenomys rondoni został opisany jedynie na podstawie ciał dwóch zwierząt. Wiadomo, że – podobnie jak inne gatunki tukotuko – charakteryzuje je mocna budowa ciała, małe oczy (ale jak na zwierzęta podziemne stosunkowo duże) ulokowane w górnej części czaszki. Tułów ma kształt cylindryczny. Uszy są małe. Ogon gruby i stosunkowo krótki. Łapy, wyposażone w mocne pazury, są przystosowane do kopania tuneli. Długie siekacze i mocne pazury stanowią dla wszystkich tukotuko podstawę adaptacyjną do życia pod ziemią. Są niezbędne do drążenia tuneli. Ctenomys używają do prac ziemnych siekaczy. Drążą z zamkniętymi pyszczkami. W zakresie kształtu czaszki u tukotuko występuje duża zmienność międzygatunkowa.
Ctenomys rondoni jest gryzoniem o średniej wielkości. Włos okrywy części grzbietowej jest blady u podstawy, a wybarwiony na kolor sepii na końcach. Część brzuszna i głowa są wybarwione na kolor określany jako nieco ryżawy. Ogon jest brązowy. Żuchwa jest mocna i szeroka.
|                                | średni wymiar |
| ------------------------------ | ------------- |
| długość ciała z głową i ogonem | 230 mm        |
| długość ogona                  | 80 mm         |

## Tryb życia
C. rondoni, jak wszystkie tukotuko, spędzają życie pod ziemią, gdzie rozmnażają się, jedzą i umierają. Wiodą samotniczy tryb życia. Jeden system tuneli należy do jednego zwierzęcia. Młode tukotuko osiągają dojrzałość płciową po około 6–8 miesiącach życia. Ciąża trwa około 100 dni.

## Rozmieszczenie geograficzne
Występuje w rejonie Vilhena w brazylijskim stanie Rondônia i w okolicy Juruena w stanie Mato Grosso. Typowa lokalizacja nie została określona. Biorąc pod uwagę fakt, że lokalizacja występowania tego gatunku jest zbliżona do rozmieszczenia Ctenomys bicolor, można podejrzewać, że są to zwierzęta jednego gatunku.

## Ekologia
Ctenomys rondoni podobnie jak pozostałe gatunki z rodzaju Ctenomys są roślinożercami. Tukotuko żywią się trawami i ziołami oraz ich nasionami. Najchętniej zbierają rośliny w bezpośrednim sąsiedztwie wylotu nory. Zdobyte pożywienie zjadają na miejscu lub wciągają do nory. Takie zachowanie pozwala na minimalizowanie ryzyka padnięcia ofiarą drapieżników.  
Zwierzęta z rodzaju Ctenomys wchodzą w skład diety pójdźki ziemnej, uszatki błotnej, grizona mniejszego, majkonga krabożernego, żararaki urutu i myszołowca towarzyskiego. Tukotuko są traktowane jako szkodniki upraw. Chętnie zjadają uprawiany przez lokalną ludność maniok jadalny.

### Siedlisko
Poszczególne gatunki tukotuko zasiedlają izolowane, stosunkowo niewielkie obszary. Zwierzęta budują tunele na głębokości 31–44 cm. Tunel ma szerokość od 5,5 do 9,3 cm przy wysokości od 6 do 11 cm. Korytarz osiąga długość do 5 m. Wyjścia z nory są zwykle zamknięte. Komora gniazdowa jest lokowana na końcu korytarza. C. rondoni zamieszkuje lasy w południowej części Amazonii.

## Komunikacja
Nazwa zwierząt tuko-tuko jest onomatopeją odwzorowującą ich wokalizację. Samce dwukrotnie częściej używają dźwięku w komunikacji niż samice.